# Lac Jaune
Le lac Jaune est un lac de l'île principale des îles Kerguelen, dans les Terres australes et antarctiques françaises (TAAF).